# Девід Кукс
Девід Кукс (англ. David Cooks, нар. Південна Африка) — відомий південноафриканський стронгмен. Найвище досягнення - перше місце у 2003 році, також двічі він посів друге місце у змаганні за звання Найсильнішої людини Південної Африки у 2004 та 2005 роках.